# Parasemia sachalinensis
Parasemia sachalinensis là một loài bướm đêm thuộc phân họ Arctiinae, họ Erebidae.